# Damien Le Tallec
Damien Le Tallec (Poissy, 19 aprile 1990) è un ex calciatore francese, centrocampista.

## Carriera

### Club
Dopo 10 anni di giovanili nel Le Havre e 5 nel Rennes senza mai debuttare nella Ligue 1, il 6 agosto 2009 viene acquistato dalla squadra tedesca del Borussia Dortmund e il 18 ottobre 2009 fa il suo debutto nella Bundesliga contro il Bochum.
Nel gennaio 2012 ritorna in Francia, passando al Nantes.

### Nazionale
In nazionale ha disputato nel 2007 il campionato europeo Under-17 perdendo in semifinale contro l'Inghilterra e il campionato mondiale di calcio Under-17 in Corea del Sud perdendo ai quarti di finale contro la Spagna.

## Palmarès

### Club

#### Competizioni nazionali
- Campionato tedesco: 1

Borussia Dortmund: 2010-2011
- Campionato serbo: 2

Stella Rossa: 2015-2016, 2017-2018